# Valse voszegge
De valse voszegge (Carex otrubae, synoniem: Carex cuprina) is een overblijvend kruid dat behoort tot de cypergrassenfamilie (Cyperaceae). De soort staat op de Nederlandse Rode lijst van planten als algemeen voorkomend en stabiel of toegenomen. De plant komt van nature voor in Europa, Noordwest-Afrika en Zuidwest-Azië. Het aantal chromosomen is 2n = 58 of 60.
De plant wordt 30 - 60 (90) cm hoog en vormt dichte pollen. De zeer scherp driekantige stengels zijn 3 - 7 mm dik en hebben een min of meer holle zijde. De bladeren zijn 6 - 10 mm breed. Het tongetje is 10 - 17 mm lang en langer dan breed. De opstaande rand van het tongetje steekt niet buiten de bladrand. De onderste bladscheden zijn lichtbruin en niet of weinig vezelend.
Valse voszegge bloeit in mei en juni. De bloeiwijze is 5 cm lang en bestaat uit 5 - 10 aren. De aren met de vrouwelijke bloemen staan onderaan en die met de mannelijke bloemen bovenaan. De vrouwelijke bloemen hebben twee stempels. De schutbladen zijn vaak langer dan de bloeiwijze. De kafjes zijn lichtbruin, hebben een lichtbruine tot groene middennerf (kiel) en zijn aan weerszijden duidelijk generfd. Het glanzende urntje is 5 - 6 mm lang, heeft een tweetandige snavel en staat schuin tot rechtop. Het urntje is een soort schutblaadje dat geheel om de vrucht zit.
De vrucht is een lensvormig nootje.
Valse voszegge komt voor op natte, zoete tot brakke, voedselrijke grond langs sloten en in grasland.

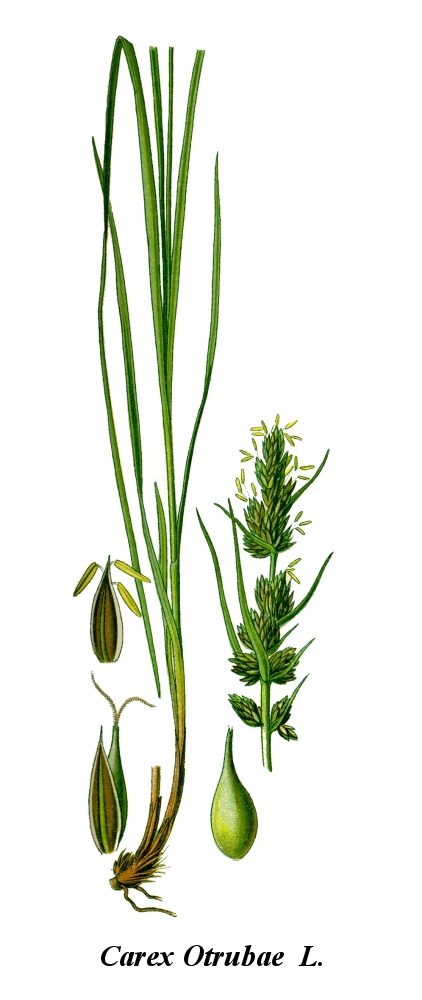
Valse voszegge
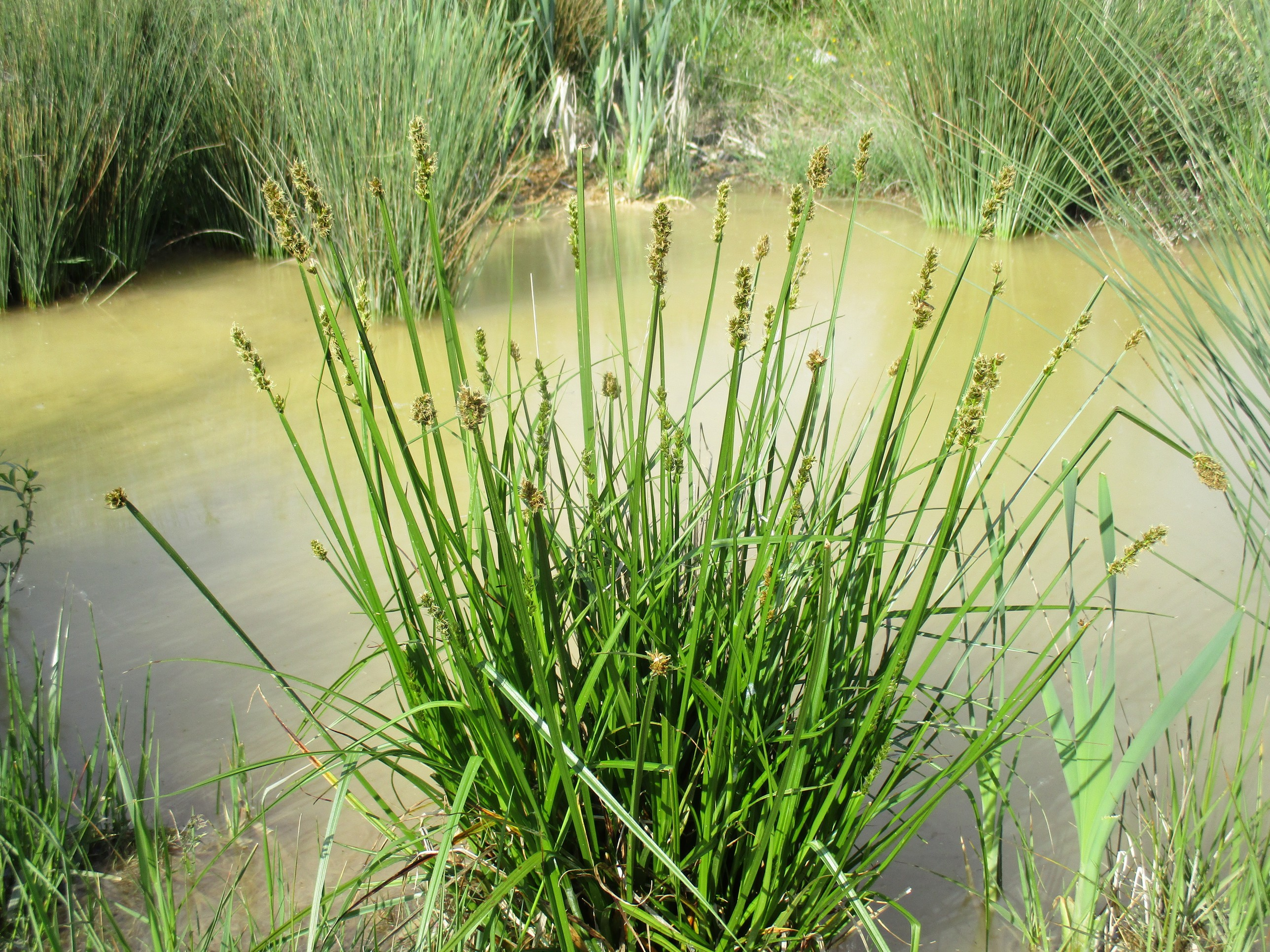
Plant
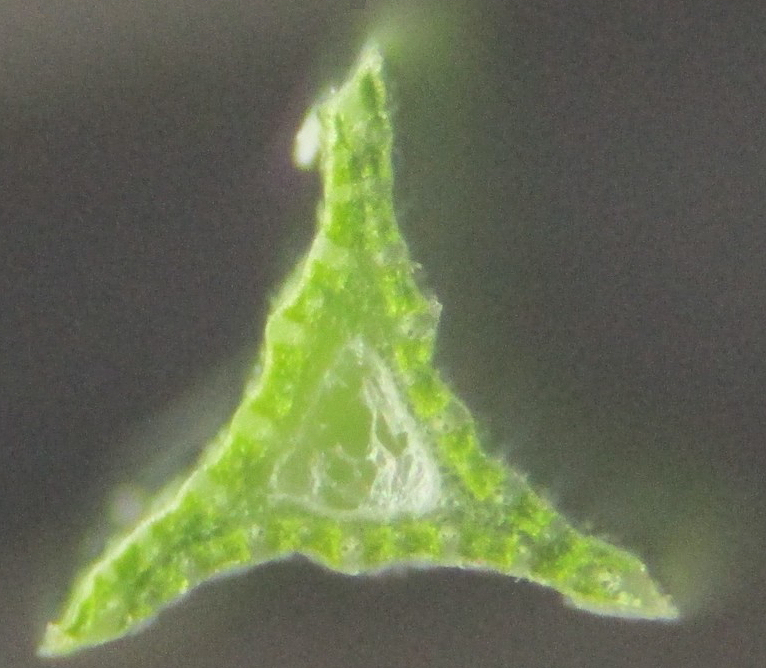
Dwarsdoorsnede stengel
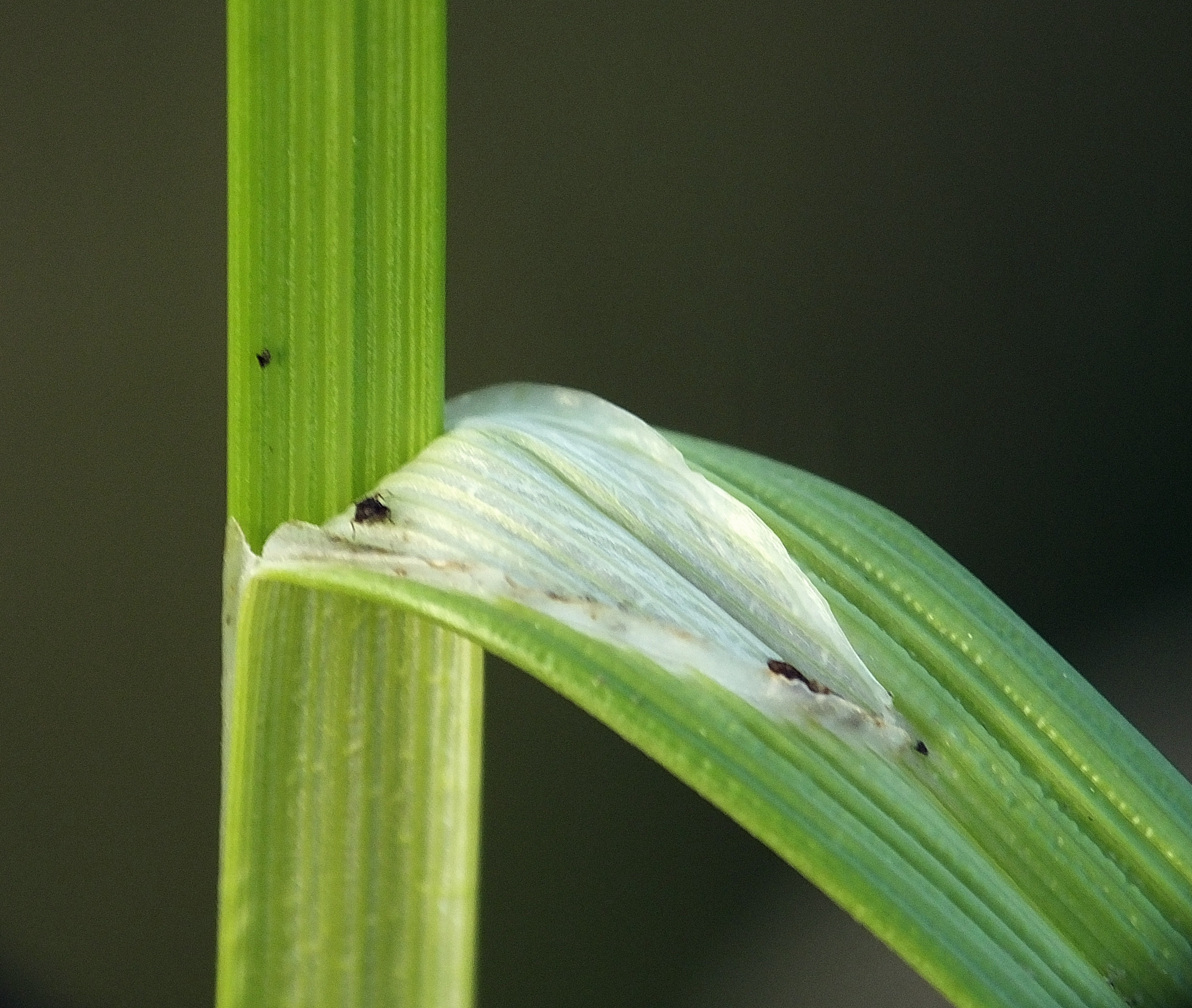
Tongetje
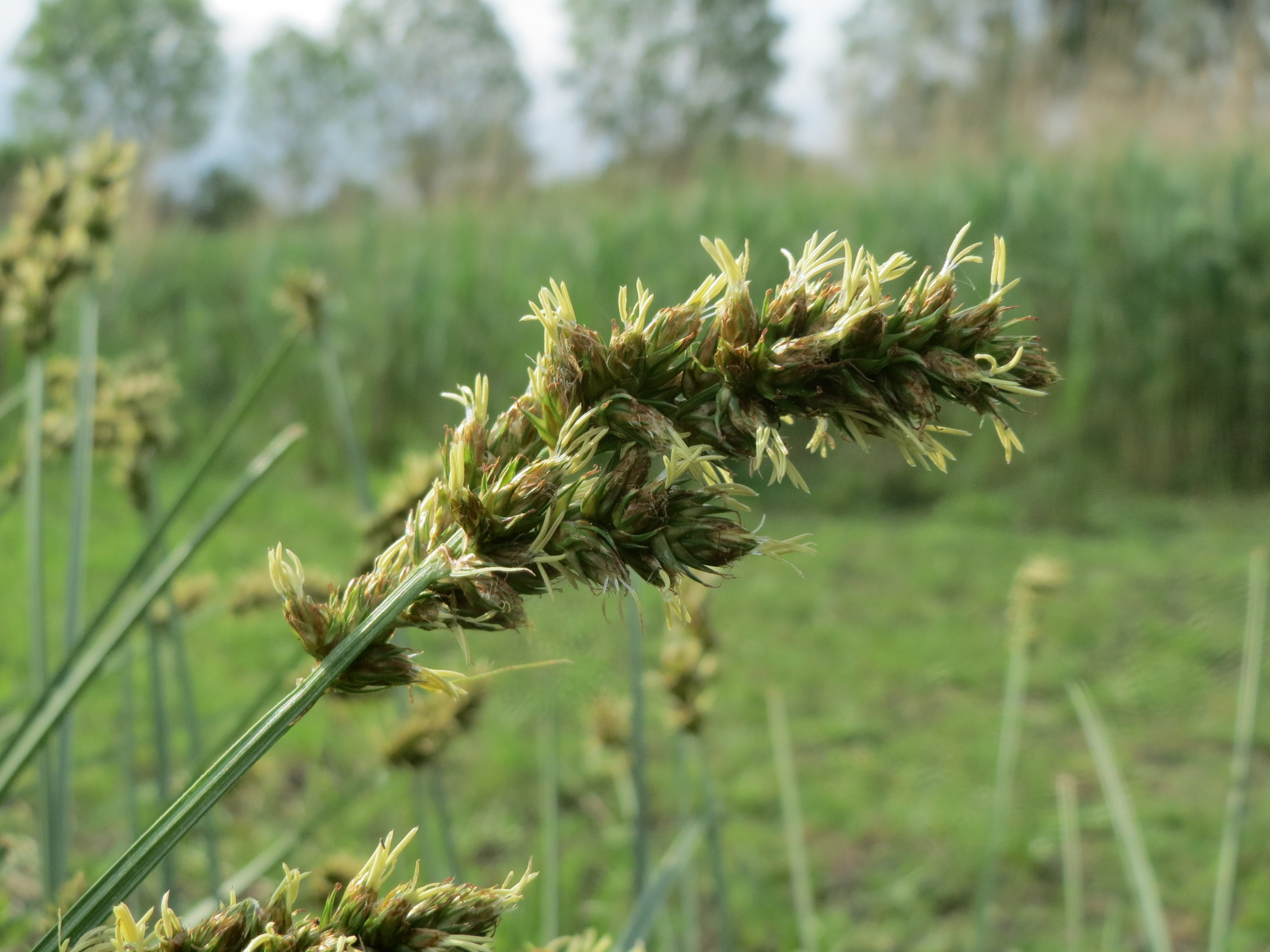
Bloeiwijze
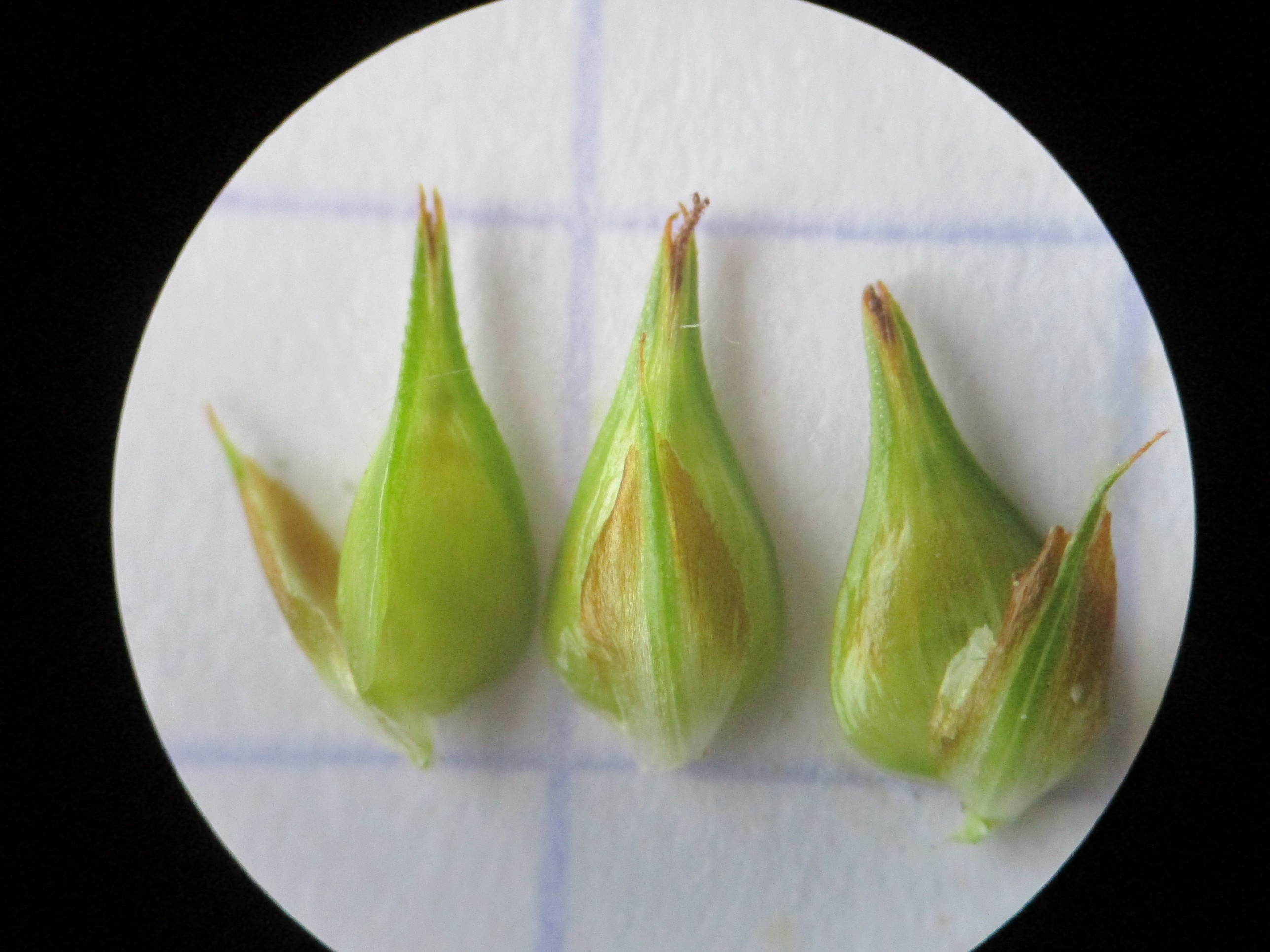
Urntjes

## Namen in andere talen
- Duits: Hain-Segge, Falsche Fuchs-Segge
- Engels: False Fox-sedge
- Frans: Laîche cuivrée